# Jordánské národní muzeum
Jordánské národní muzeum se nachází ve čtvrti Ras Al-Ein v centru hlavního jordánského města Ammánu. Moderní budova muzea byla otevřena v roce 2014 a s rozlohou přes deset tisíc metrů čtverečních je největším muzeem v Jordánsku. Jsou v něm vystaveny nejdůležitější archeologické nálezy v zemi.

## Popis
Muzeum vystavuje exponáty z různých prehistorických archeologických nalezišť v Jordánsku, včetně soch z Ain Ghazal z doby asi 7 tisíc př. n. l., považovaných za jedny z nejstarších sochařských zpodobení lidí vůbec.
Sbírky v muzeu jsou uspořádány chronologicky a v muzeu jsou též přednáškové sály, venkovní výstavy, knihovna, památkové středisko a prostor pro dětské aktivity. Muzeum bylo založeno výborem, který vedla královna Ranija, a je jediným muzeem v Jordánsku, které použilo moderní technologie pro uchování exponátů.

## Historie
Jordánské archeologické muzeum bylo založeno v roce 1951 a vystavuje nejdůležitější archeologické nálezy z Jordánska. Staré muzeum postupem času nestačilo a myšlenka na stavbu nového moderního muzea se poprvé objevila v roce 2005. Výbor, jejž vedla královna Ranija, převzal zodpovědnost za realizaci stavby nového moderního muzea, které mělo být postaveno podle mezinárodních standardů. Stavba byla zahájena v roce 2009 a muzeum bylo slavnostně otevřeno v roce 2014.

## Poloha
Muzeum se nachází v oblasti Ras Al-Ein nedaleko centra Ammánu. Muzeum je jen ulici od hlavních archeologických nalezišť v Ammánu, jako je římské divadlo, nymfeum, ammánská citadela a Hášimovské náměstí.

## Hlavní exponáty

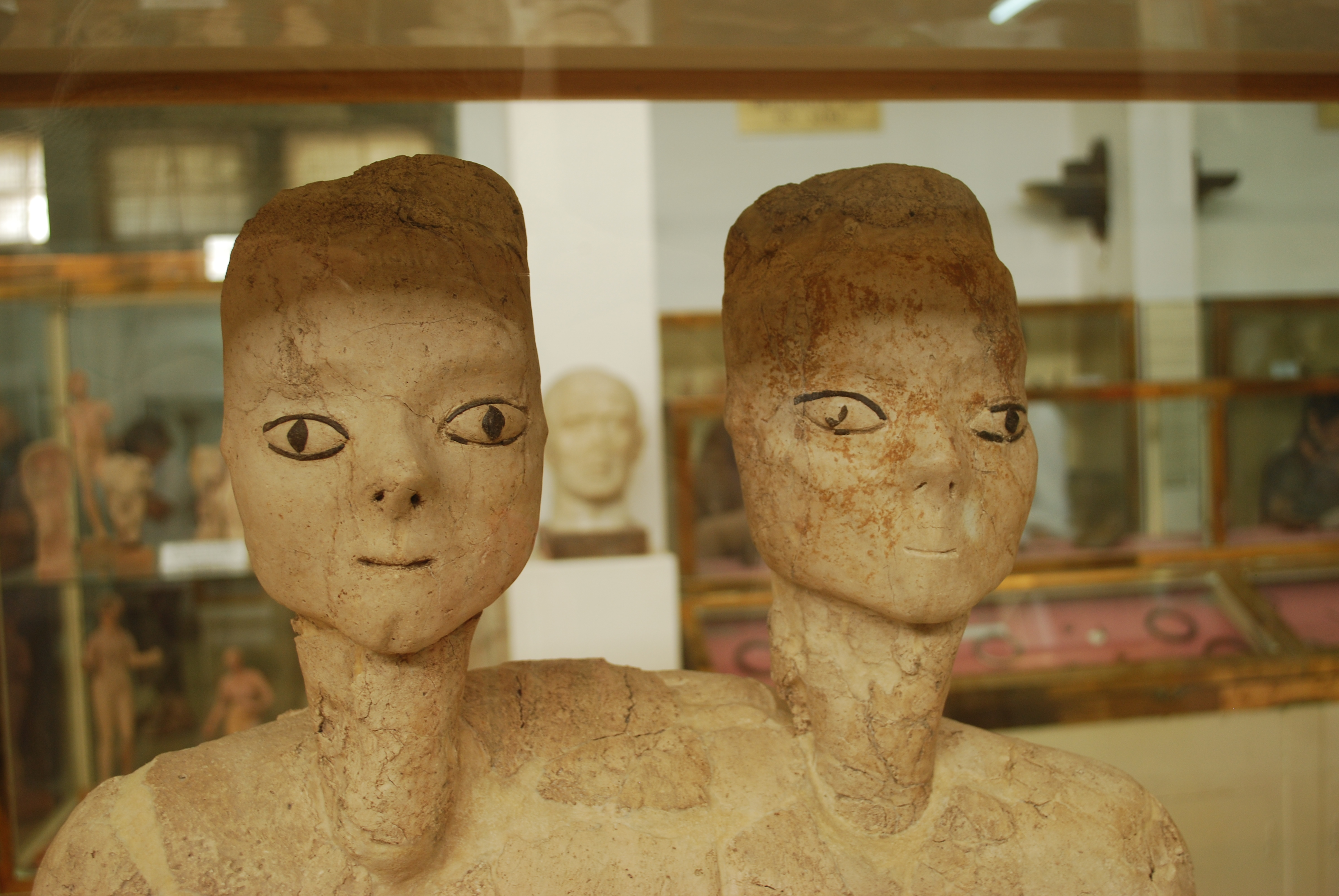
Jedna z nejstarších lidských soch ze sádry z doby kolem roku 7 tisíc př. n. l. z neolitického naleziště v Ain Ghazalu, vystavená v jordánském muzeu.

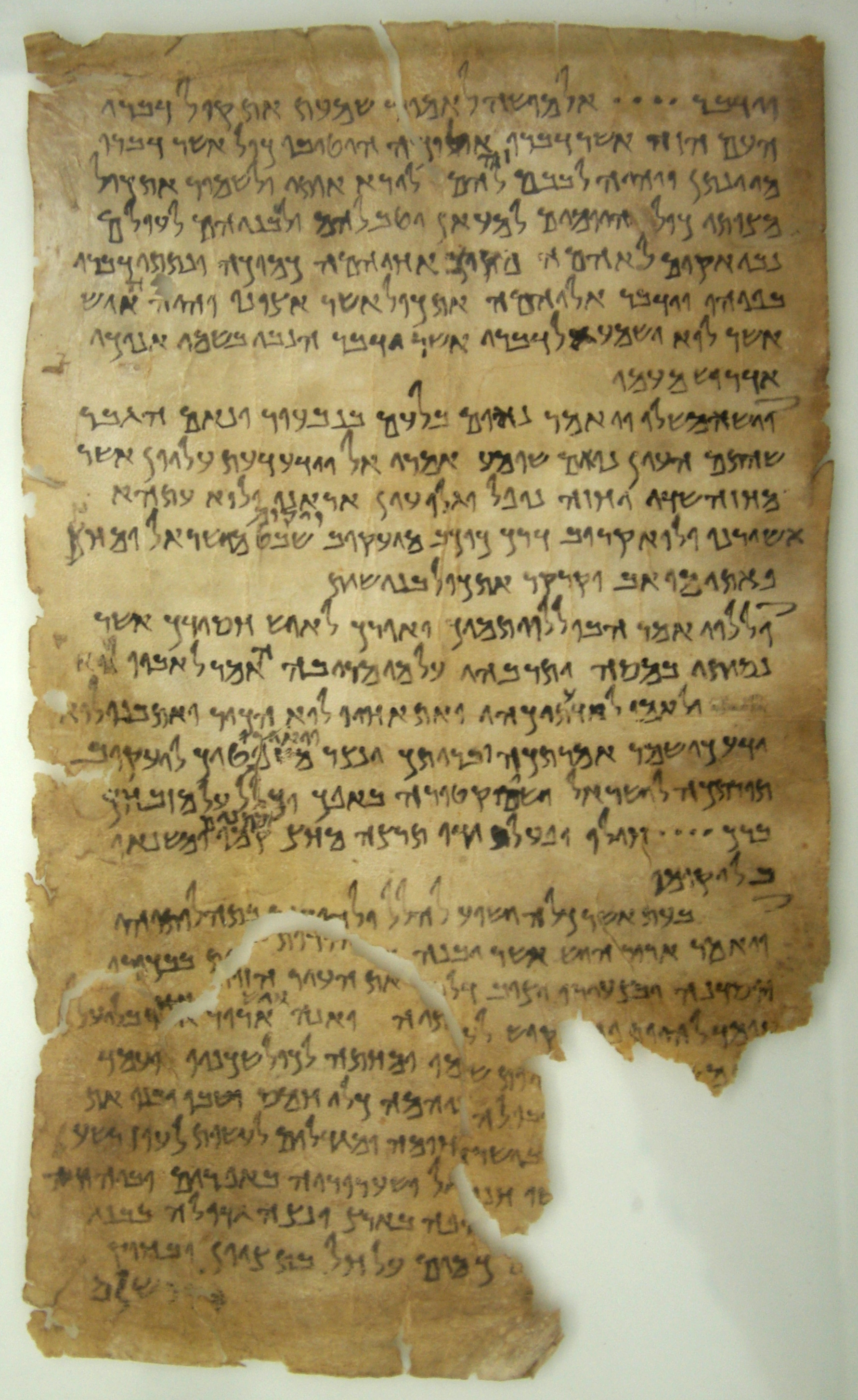
Kumránský svitek 4Q175, jeden z biblických svitků od Mrtvého moře

V muzeu se nacházejí zvířecí kosti staré až 1,5 milionu let, sádrové sochy z Ain Ghazal s velkýma očima, měděné svitky z Kumránu a další svitky od Mrtvého moře nebo kopie Méšovy stély. Méšova stéla je velký černý čedičový kámen, který byl postaven v Moabu. Moabitský král Méša se na něm chlubí stavebními projekty, které inicioval v Moabu (moderní Al-Karak) a připomíná svoji slávu a vítězství proti Izraelitům. Stéla představuje jeden z nejdůležitějších přímých popisů biblické historie. Původní Méšova stéla je vystavena ve francouzském Louvru a Jordánsko neustále požaduje její navrácení. Lidské sochy nalezené v Ain Ghazal představují jedny z nejstarších lidských soch na světě, archeologové je datují do doby kolem 7 tisíc před naším letopočtem. Ain Ghazal byla nejdůležitější neolitická vesnice v Ammánu, a byla objevena v roce 1981. Měděný svitek od Mrtvého moře byl nalezen poblíž Kumránu, je soupisem 64 míst, kde bylo ukryto značné množství zlata a stříbra, nádob s vonnými oleji, dřeva, oděvů a též knih. Je psán mišnaickým stylem hebrejštiny.